# Động vật có màng ối
Động vật có màng ối, tên khoa học Amniota, là một nhóm các động vật bốn chân (hậu duệ của động vật bốn chân tay và động vật có xương sống) có một quả trứng có một màng ối (amnios), một sự thích nghi để đẻ trứng trên đất chứ không phải trong nước như anamniota (bao gồm loài ếch nhái) thường làm. Chúng bao gồm động vật Một cung bên (động vật có vú cùng với bà con gần gũi đã tuyệt chủng của chúng) và động vật lớp mặt thằn lằn (các loài bò sát và các loài chim), cũng như tổ tiên hóa thạch của chúng. Phôi màng ối, cho dù đẻ trứng hay noãn thai sinh, được bảo vệ và được hỗ trợ bởi một số màng rộng rãi. Trong động vật có vú eutherian (như con người), bao gồm các màng túi ối bao quanh thai nhi. Những màng phôi thai, và sự thiếu vắng của một giai đoạn ấu trùng, phân biệt động vật có màng ối với động vật lưỡng cư tetrapoda.
Các động vật có màng ối đầu tiên (gọi tắt là "các động vật có màng ối cơ bản") giống như thằn lằn nhỏ và phát triển từ reptiliomorpha lưỡng cư khoảng 312 triệu năm trước, trong giai đoạn địa chất kỷ Than đá. Trứng của chúng có thể sống sót khi ở ngoài môi trường nước, cho phép các động vật có màng ối mở rộng trong các môi trường khô hơn. Những quả trứng cũng có thể "thở" và đối phó với các chất thải, cho phép những quả trứng và các động vật có màng ối tiến hoá thành các dạng lớn hơn.